# Dina Lohan
Donata Melina Nicolette Sullivan (Nueva York, 15 de septiembre de 1962), más conocida como Dina Lohan, es una personalidad de televisión estadounidense que saltó a la fama como madre y mánager de la actriz Lindsay Lohan. También es madre de Michael Jr., Aliana y Dakota Lohan.

## Primeros años
Dina Lohan nació y creció en la ciudad de Nueva York, hija de John L. y Ann Sullivan. Tiene dos hermanos, Matt y Paul. Es de ascendencia italiana (de su madre) e irlandesa, y fue criada como católica. Lohan es una ex cantante y bailarina.

## Carrera
Anteriormente trabajó como cantante y bailarina. Lohan y su hija menor Ali protagonizaron el reality show Living Lohan, que debutó el 26 de mayo de 2008 en la cadena de televisión por cable ¡MI!. También es una de las productoras ejecutivas de la serie. En 2019, Dina fue miembro del elenco de la temporada 2 de Celebrity Big Brother.

## Vida personal
En 1985 se casó con Michael Lohan. La pareja se separó brevemente en 1988 y luego se reunió.Dina solicitó el divorcio en 2005, y la pareja llegó a un acuerdo de divorcio en agosto de 2007, y el divorcio estaba previsto que finalizara tres meses después. Se le concedió la custodia de sus dos hijos menores, Ali y Cody. Había trabajado como comerciante y hombre de negocios en Wall Street, heredó el negocio de pasta de su padre y ha tenido problemas con la ley en varias ocasiones. Los Lohan tienen cuatro hijos: Lindsay (n. 1986), Michael, Jr. (n. 1987), Aliana (n. 1993) y Dakota "Cody" Lohan (n. 1996).
Lohan fue arrestada por exceso de velocidad y conducir bajo los efectos del alcohol en el condado de Nassau, Long Island, el 12 de septiembre de 2013, y acordó un acuerdo que incluía admitir su culpabilidad. Fue sentenciada a 100 horas de servicio comunitario, se le revocó la licencia de conducir por un año y se le impuso una multa de 3.000 dólares.
Lohan fue arrestada por conducir bajo los efectos del alcohol y abandonar la escena de un accidente en el condado de Nassau el 11 de enero de 2020. CNN informó que Lohan también enfrentó "otros cuatro cargos: operar un vehículo no registrado, operar un vehículo no inspeccionado, conducir sin licencia y operación agravada sin licencia de un vehículo en tercer grado, según los registros judiciales en línea". El 3 de diciembre de 2021, se declaró culpable de abandonar la escena de un accidente sin informar y de un delito grave de DWI y fue sentenciada a 18 días de cárcel, pérdida de su licencia durante 18 meses y cinco años de libertad condicional durante los cuales debe participar en un programa de DWI y tener un bloqueo de encendido en su vehículo para asegurarse de que no esté bebiendo antes de conducir.

## Filmografía
| Año  | Título                               | Rol                      | Notas                                                            |
| ---- | ------------------------------------ | ------------------------ | ---------------------------------------------------------------- |
| 1998 | The Parent Trap                      | Mujer en el aeropuerto   | Cameo desacreditado                                              |
| 2008 | Living Lohan                         | Ella misma               | 9 episodios; también productora ejecutiva (2 episodios)          |
| 2010 | The Real Housewives of New York City | Ella misma               | Episodio: "Fall in Manhattan"                                    |
| 2011 | Keeping Up with the Kardashians      | Ella misma               | Episodio: "Kim's Fairytale Wedding: A Kardashian Event - Part 2" |
| 2014 | Lindsay                              | Ella misma               | 4 episodios                                                      |
| 2015 | The Millionaire Matchmaker           | Ella misma               | Episodio: "Dina Lohan & Peter Marc Jacobson"                     |
| 2016 | Family Therapy with Dr. Jenn         | Ella misma               | Episodio: "Family Therapy Begins"                                |
| 2019 | Celebrity Big Brother                | Ella misma / Concursante | 13 episodios                                                     |